# Silvassa
Silvassa (marata: सिल्वासा , gujaráti: સેલ્વાસ) é a sede administrativa tanto do distrito de Dadrá e Nagar Aveli, quanto da taluca de Nagar Aveli, na Índia. Foi capital do território da União de Dadrá e Nagar Aveli entre 1961 e 2020.

## Economia
Numa tentativa do governo indiano de impulsionar o investimento numa das áreas mais tribais e pouco desenvolvidas do páis durante o século XX, que era a taluca de Nagar Aveli, um regime fiscal diferenciado foi implantado para a cidade, o que atraiu muitas indústrias, principalmente vocacionadas para a química fina e indústria pesada.